# 美濃北方駅
美濃北方駅（みのきたがたえき）は、岐阜県本巣郡北方町加茂にあった名古屋鉄道揖斐線の駅である。2005年（平成17年）4月1日、揖斐線の廃線により廃止された。

## 歴史
1914年（大正3年）に揖斐線の前身である岐北軽便鉄道の駅として開業した。岐北軽便鉄道は忠節駅から北方町方面を結ぶことを目的として設立された鉄道で、開業時の路線は当駅までであった。当駅より先、黒野駅方面への路線は岐北軽便鉄道時代には達成できず、同社を吸収した美濃電気軌道によって1926年（大正15年）に開通された。揖斐線は2005年（平成17年）をもって全線が廃止され、当駅もこれに伴い廃駅となった。
- 1914年（大正3年）3月29日 - 岐北軽便鉄道の忠節駅 - 当駅間の開通時に北方町駅（きたがたまちえき）として開業[4][5]。
- 1926年（大正15年）
  - 4月6日 - 当駅 - 黒野駅間が開業[6]。
  - 11月20日 - 美濃北方駅と改称[5][7]。
- 2000年（平成12年）11月16日 - 無人化[8]。
- 2005年（平成17年）4月1日 - 揖斐線の廃止に伴い、廃駅[9]。

資料によっては開業時の駅名を北方駅（きたがたえき）とするが、開業を伝える官報の記事では北方町駅であるため、これに従う。

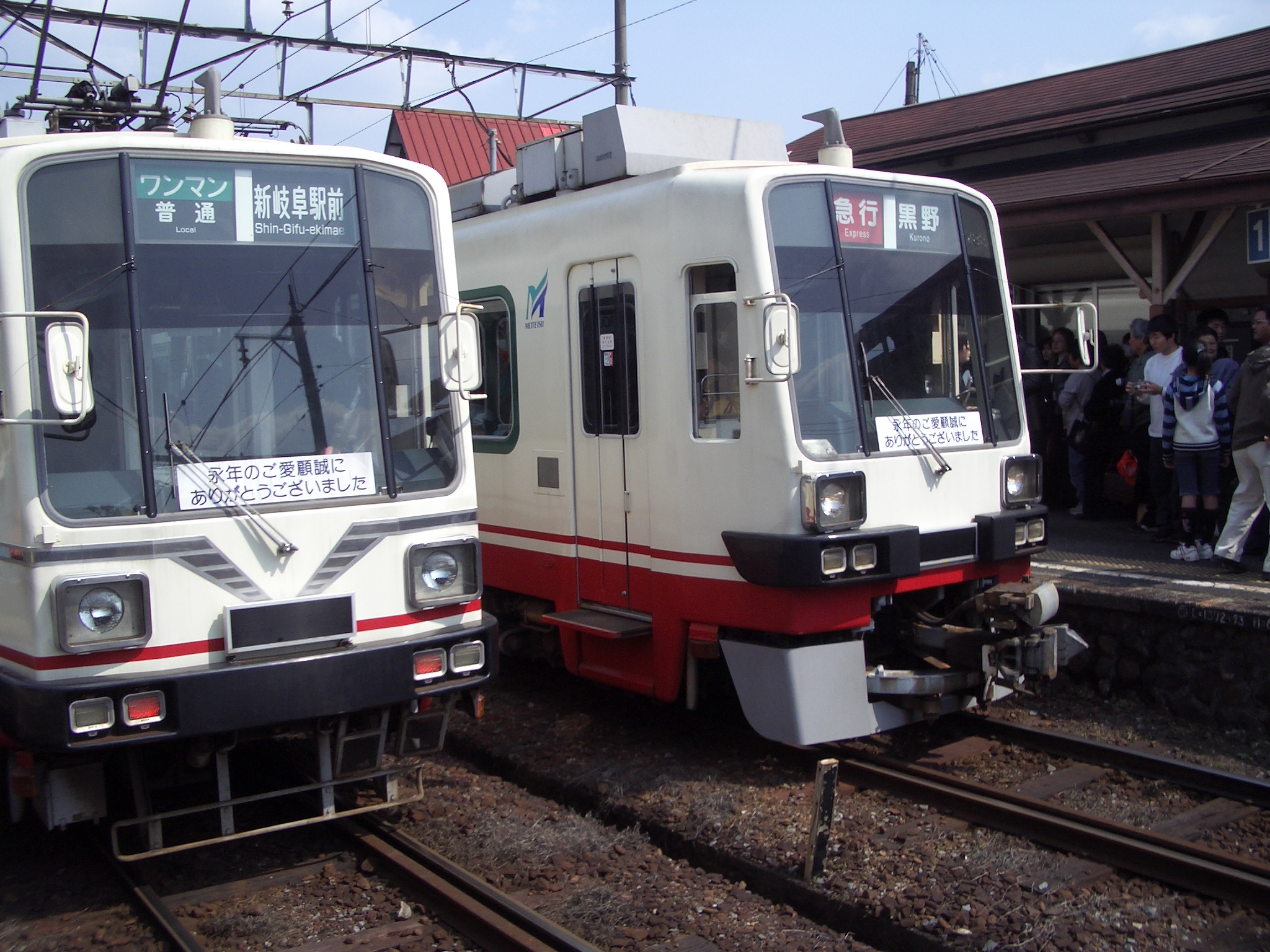
営業最終日
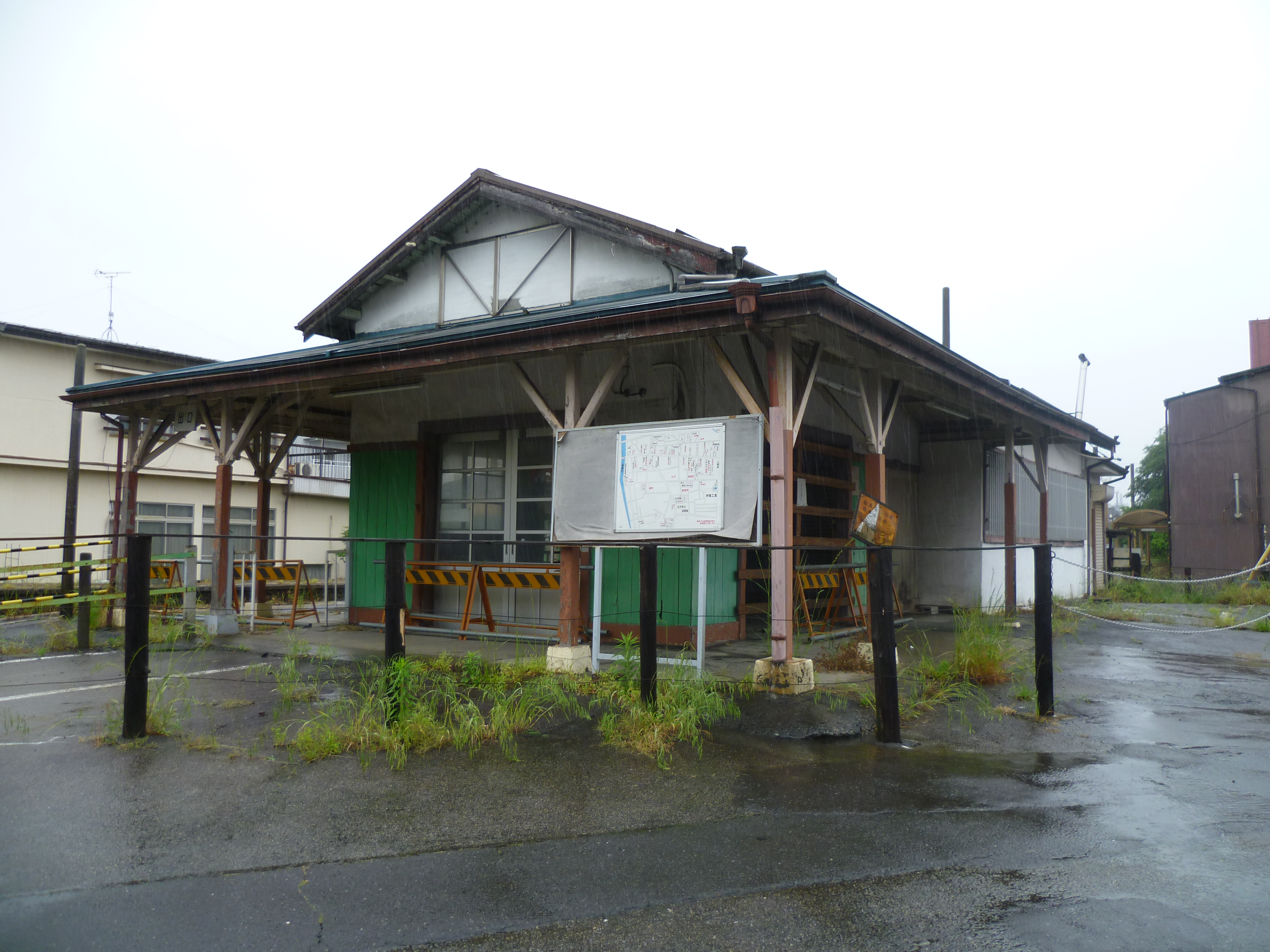
廃止後の駅舎（2011年5月）

## 駅構造
相対式2面2線のホームを持つ無人駅（2000年までは有人駅）であった。1番線側が直線となっていたが、一線スルーではなく左側通行であった。1番線は黒野駅方面（1997年に忠節寄りに場内信号機設置後、当駅止廃止までの間は忠節駅・岐阜市内線方面折り返しも行う）、2番線は忠節駅・岐阜市内線方面。2番ホームの黒野寄りには「岐北軽便鉄道発祥の地」と記された木製の灯籠が、近くの写真店により設置されていた。
駅舎は開業以来のもので、中にはタクシーを呼ぶための無料直通電話が置かれていた。廃線後も駅舎は厳重に封鎖されたまま残されていたが、現在は解体・撤去されている（写真参照）。

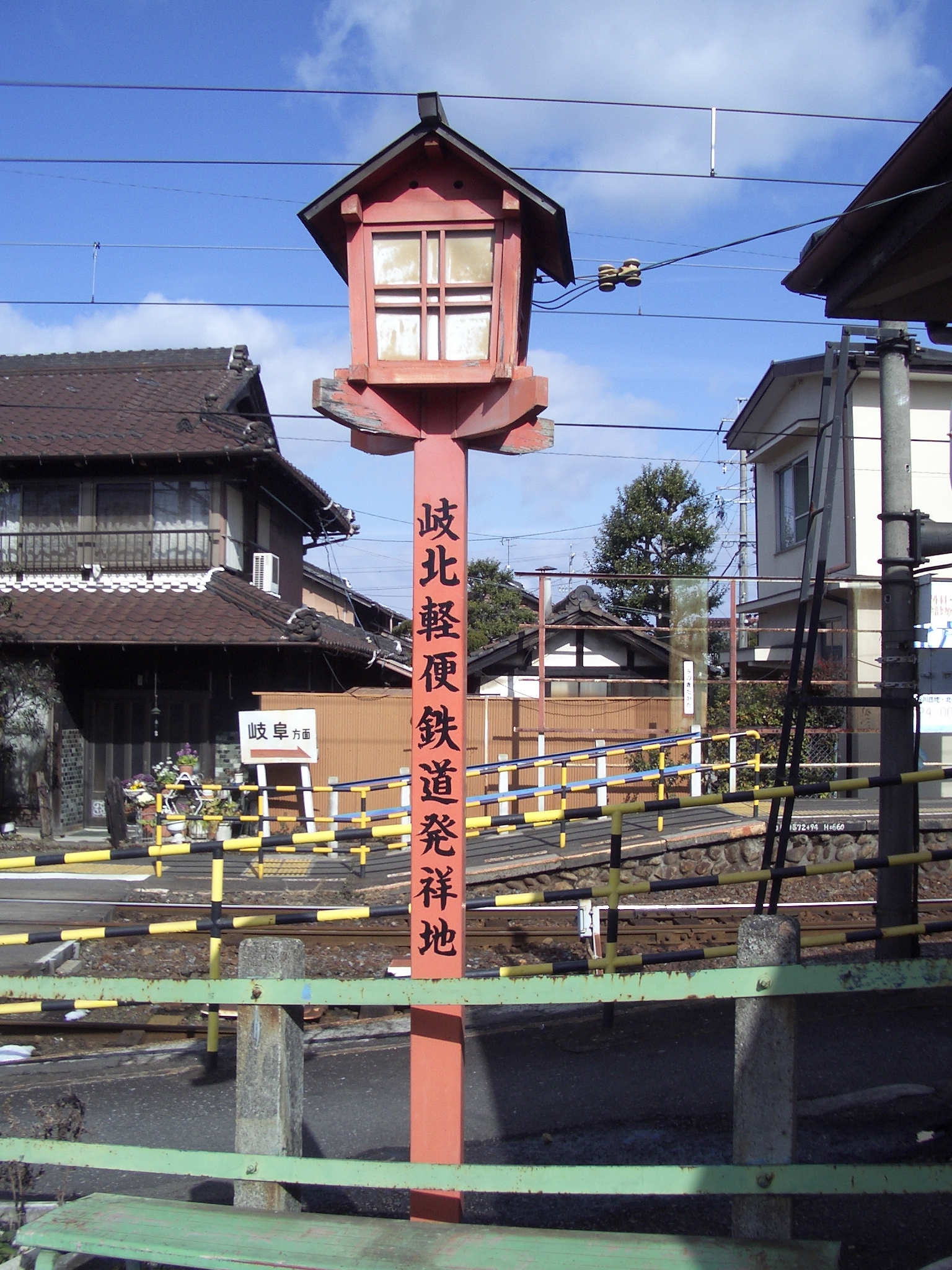
「岐北軽便鉄道発祥の地」と記された灯籠
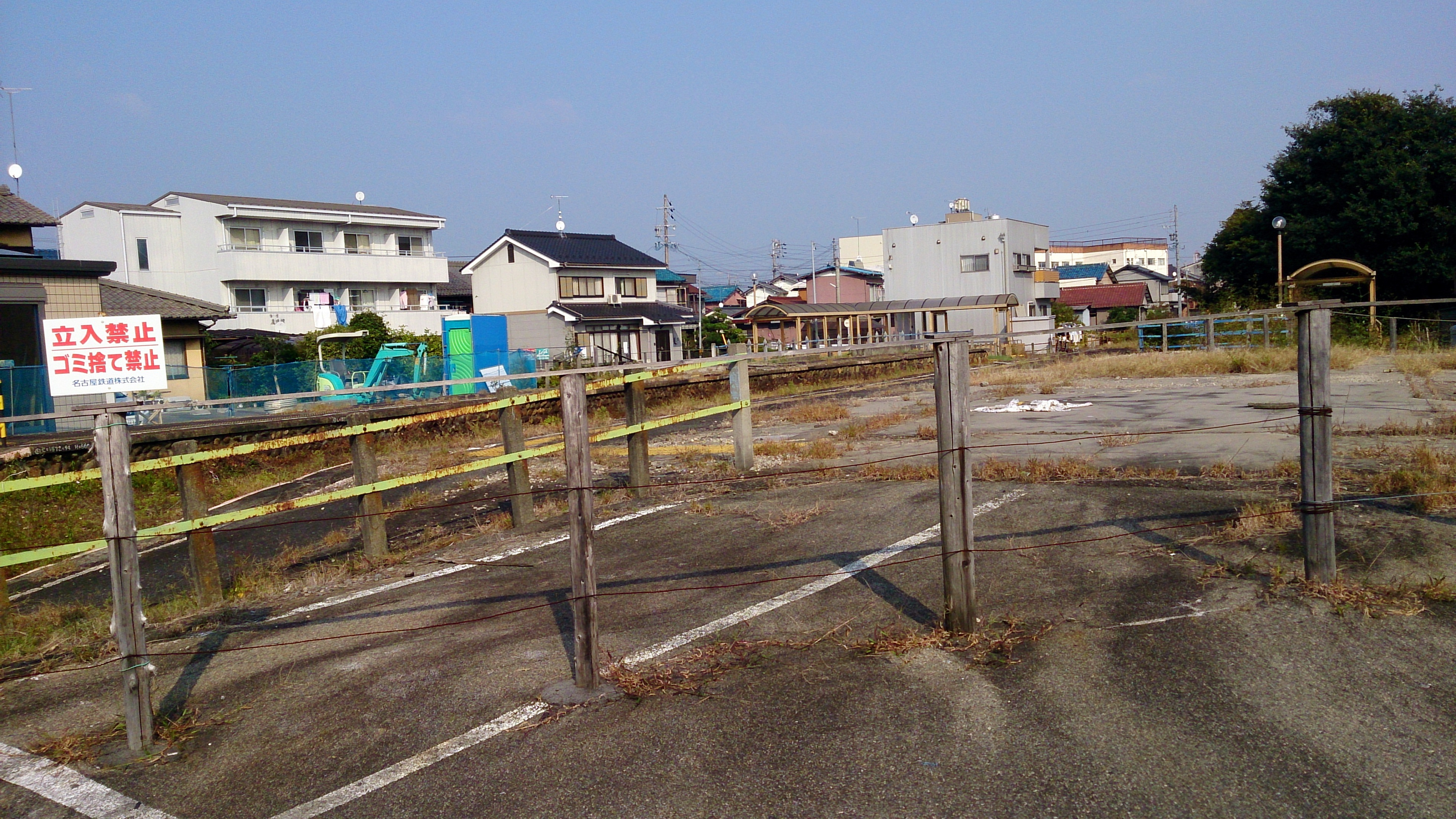
駅舎撤去後のホーム跡 （2015年10月）
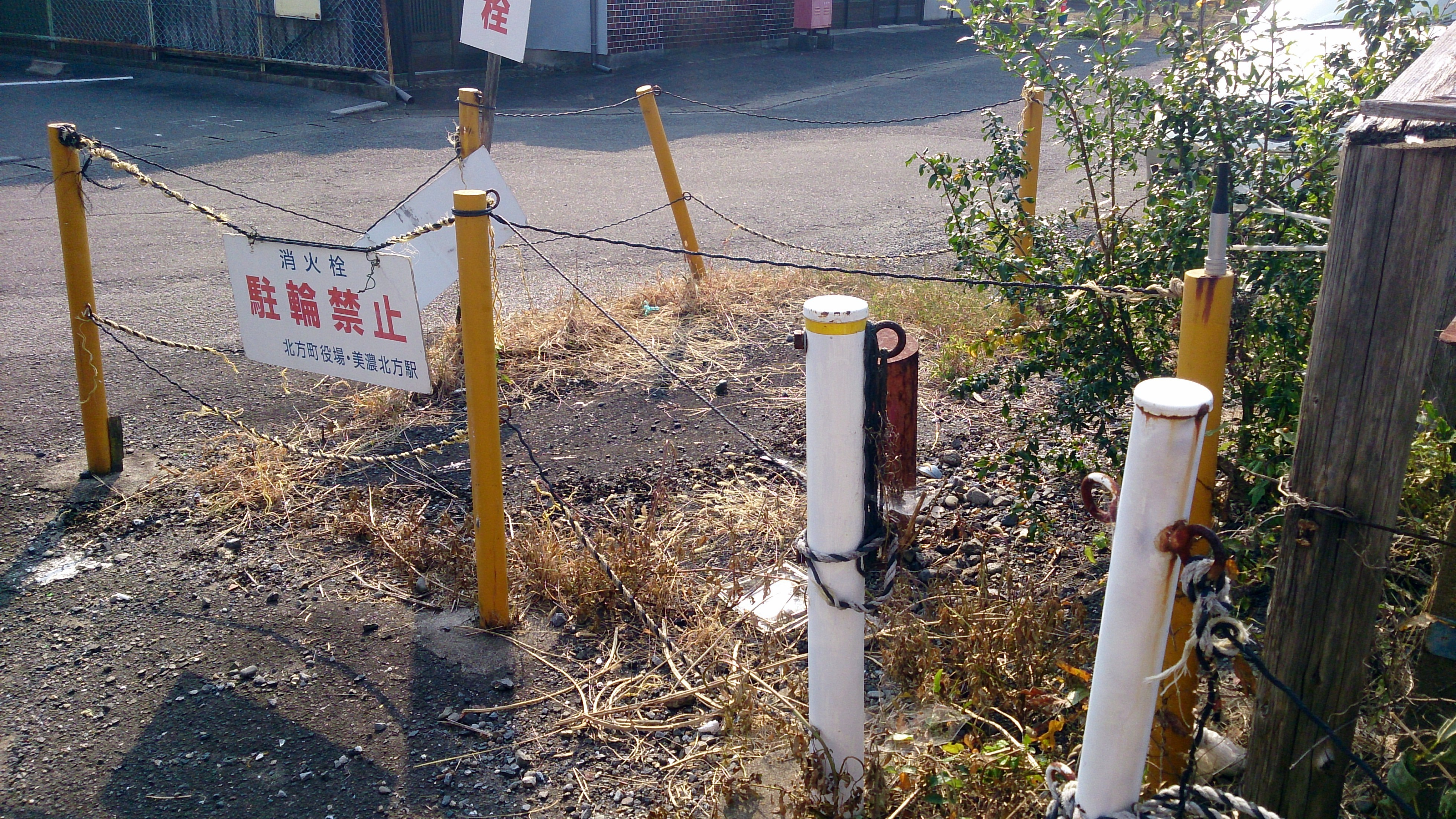
「美濃北方駅」表記の残る消火栓の看板（2015年10月）

2024年現在、駅跡地周辺は区画整理されており、ホーム跡などは撤去された。有志により、区画整理後に北方町に譲渡された土地に、美濃北方駅跡及び岐北軽便鉄道発祥地をしめす記念碑・案内板・有志が所有していた駅名票が設置されている。また、跡地に残されていた距離標や砕石なども記念碑付近に集められ設置されている。

### 配線図
| ← 黒野方面 | 美濃北方駅 構内配線略図 | → 忠節方面 |
| 凡例 出典: |                         |            |

## 利用状況
- 『名古屋鉄道百年史』によると1992年度当時の1日平均乗降人員は2,836人であり、この値は岐阜市内線均一運賃区間内各駅（岐阜市内線・田神線・美濃町線徹明町駅 - 琴塚駅間）を除く名鉄全駅（342駅）中148位、 揖斐線・谷汲線（24駅）中2位であった[2]。

## 駅周辺
駅近くには本巣松陽高等学校や岐阜第一高等学校があり、駅は学生の利用も多かった。
樽見鉄道樽見線の北方真桑駅は1キロメートルほど離れている。
- 北方警察署
- 岐阜県立本巣松陽高等学校
- 岐阜第一高等学校
- 岐阜工業高等専門学校
- アピタ北方店
- いとぬき川ショッピングセンター（現・パワーズ、廃止後に閉店）

## 隣の駅
名古屋鉄道
揖斐線
北方千歳町駅 - 美濃北方駅 - 真桑駅
- 1969年（昭和44年）までは隣の真桑駅との間に八ツ又駅が存在した。